# 朱乐耕
朱乐耕（1952年—），汉族，生于江西景德镇，中国陶艺家。
曾任景德镇陶瓷学院教授、中国艺术研究院创作中心主任、陶艺研究中心主任。曾当选民盟中央委员会委员。2008年，当选第十一届全国政协委员，代表文化艺术界，分入第二十六组。2018年1月，当选第十三届全国政协委员。